# Bahnhof Schwedt (Oder)
Der Bahnhof Schwedt (Oder) ist ein Bahnhof in der Stadt Schwedt/Oder im Landkreis Uckermark. Er steht samt Güterschuppen, Lokomotivschuppen, Wasserturm und Wasserkran unter Denkmalschutz.

## Lage
Der Bahnhof befindet sich am Streckenkilometer 23,1 der Angermünde-Schwedter Eisenbahn, etwa einen Kilometer östlich des Stadtzentrums. Angrenzende Straßen sind die Gustav-Rotkopf-Straße, die Karl-Marx-Straße und die Berliner Straße. Die nächste Station in Richtung Westen ist der ungefähr einen Kilometer entfernte Haltepunkt Schwedt (Oder) Mitte, der den 1990 geschlossenen Bahnhof Schwedt (Oder) West ersetzt. Der Bahnhof liegt im Bereich des Verkehrsverbundes Berlin-Brandenburg.

## Geschichte
Der Bahnhof wurde zeitgleich mit der Inbetriebnahme der Bahnstrecke zwischen Angermünde und Schwedt/Oder am 15. Dezember 1873 in Betrieb genommen. Erste Anregungen zum Bau der Bahnstrecke, inklusive des Bahnhofs, gab es bereits 1842. Projektiert wurde der Bahnhof von Heinz Weise.
Im Zweiten Weltkrieg wurde das Empfangsgebäude vollständig zerstört und danach nicht mehr aufgebaut.
Im Jahr 1981 kamen im Schwedter Bahnhof sieben Züge täglich aus Angermünde, um 5:31, 9:00, 14:13, 16:06, 16:58, 18:17 und 20:57 Uhr. Aus Schwedt fuhren um 6:10, 6:48, 9:15, 10:48, 16:34, 16:53, 18:13, 19:01 und 21:20 Uhr Züge nach Angermünde.
In Zukunft soll ein Bahnhofsvorplatz entstehen.

## Anlagen
Heute besitzt der Bahnhof einen Seitenbahnsteig, der 189 m lang und 76 cm hoch ist. Er liegt ebenerdig und ist somit barrierefrei erreichbar. Vor dem Zugang zum Bahnsteig bestehen zahlreiche Abstellmöglichkeiten für Fahrräder. Einst verfügte er über diverse Güterverkehrsanlagen. In Zukunft soll ein Bahnhofsvorplatz entstehen. Ein Zugangsgebäude existiert nicht mehr, aufgrund des vergleichsweise hohen Fahrgastaufkommens könnte beim Bau des Bahnhofsvorplatzes aber eins entstehen.

## Bedienung

### Regionalverkehr
Im Fahrplanjahr 2024 wird der Bahnhof Schwedt (Oder) von folgenden Linien bedient:
| Linie | Linienverlauf                                                            | Takt (min) | EVU                      |
| ----- | ------------------------------------------------------------------------ | ---------- | ------------------------ |
| RE 3  | Schwedt (Oder) – Angermünde – Berlin – Jüterbog – Lutherstadt Wittenberg | 120        | DB Regio Nordost         |
| RB 61 | Schwedt (Oder) – Angermünde                                              | 120        | Niederbarnimer Eisenbahn |

### ÖPNV-Verknüpfung
Am Bahnhof besteht Umsteigemöglichkeit zu den Buslinien 472 und 484 des VBB.

## Bahnhofsumgebung
In der näheren Umgebung des Bahnhofs befinden sich zahlreiche Restaurants. 

## Galerie

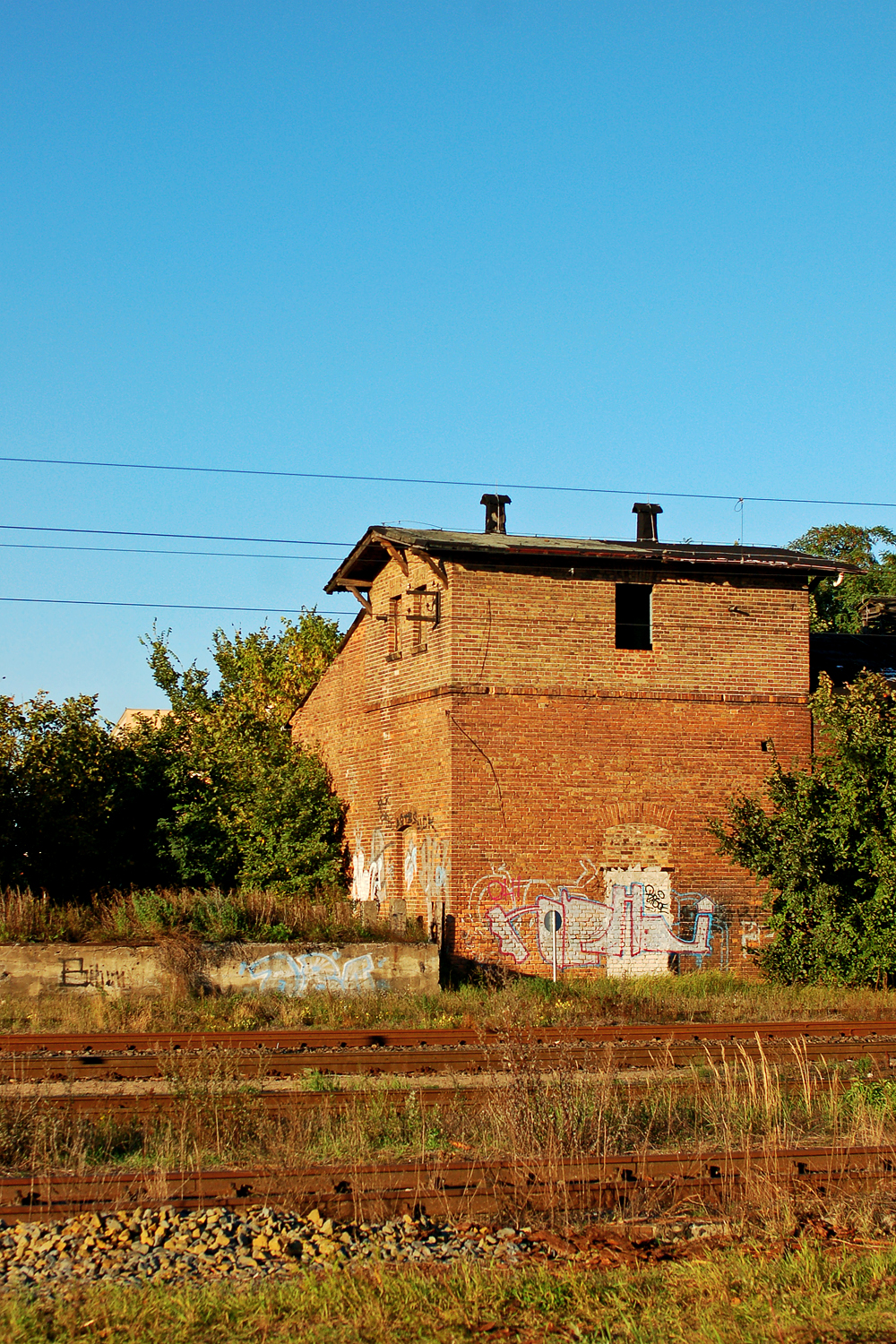
Denkmalgeschütztes Gebäude
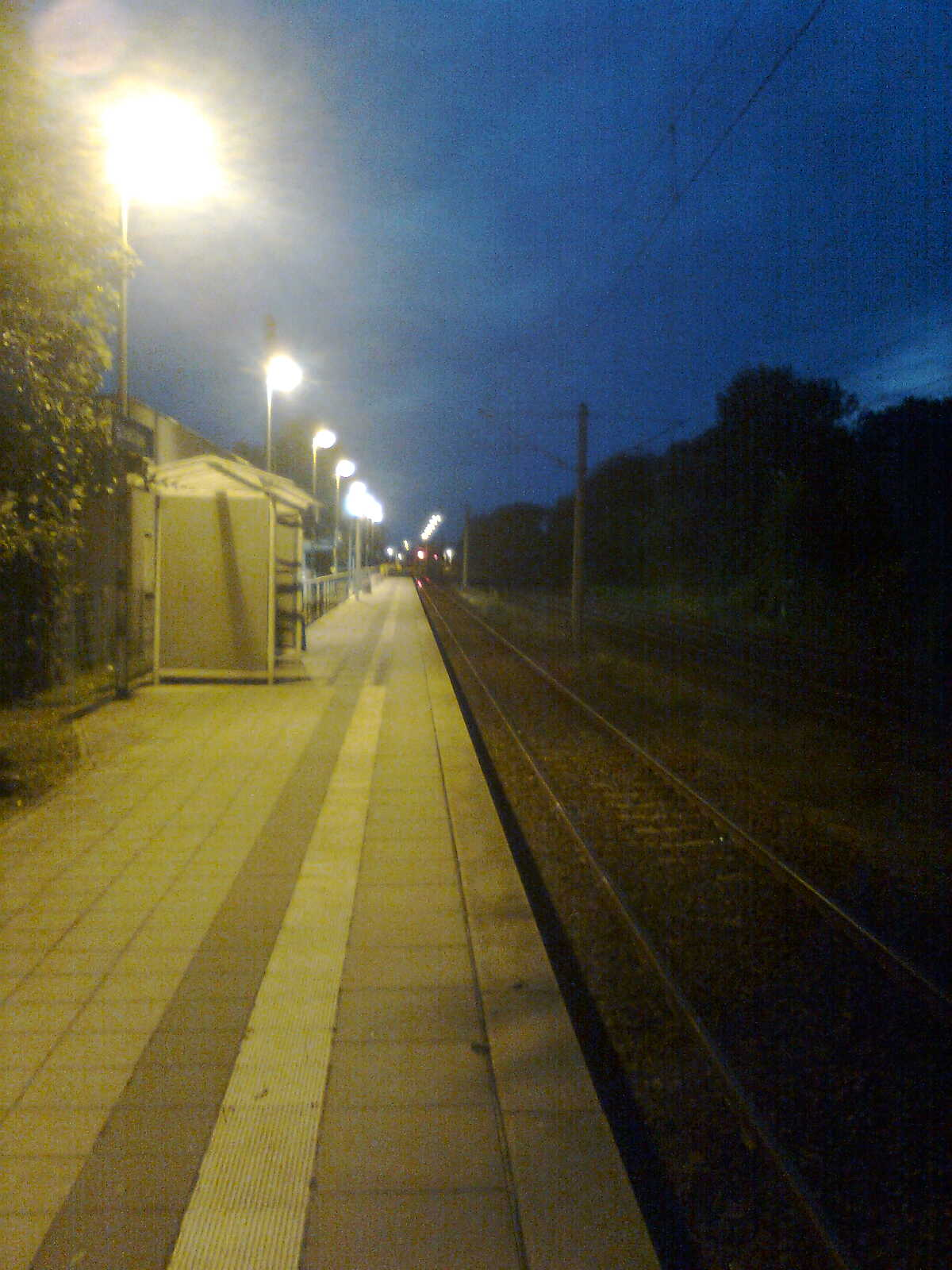
Seitenbahnsteig bei Nacht